# Бйорн Мореплавець
Бйорн Харальдссон також відомий як Бйорн Мореплавець і Бйорн Купець (Бйорн Фарманн; приблизно 890–927, Сехейм, Норвегія) — норвезький конунг, син великого конунга Гаральда Прекрасноволосого і Сванхільд. Конунг Вестфольда до 927 року. Був убитий своїм зведеним братом Ейріком Кривавою Сокирою.

## Біографія
Згідно з сагою, був сином першого короля Норвегії Гаральда Прекрасноволосого і Сванхільд, дочки ярла Ейстейна. Народився близько 890 року, хоча точна дата народження невідома. Мав двох рідних братів — Олафа Гейрстадальфа і Рагнар Рюккеля, а також безліч зведених. Коли його батькові, Харальду, було 50 років (тобто приблизно 900 року), він розділив Норвегію між своїми синами. Бйорну дістався Вестфольд.
У Вестфольді Бйорн обрав своєю резиденцією Сехейм (Сучасна назва Сем), маєток недалеко від Тенсберга, столиці Вестфольда. Зі скандинавських джерел відомо, що Бйорн, на відміну від братів, рідко ходив у військові походи. Він вважав за краще займатися торгівлею з Данією і Саксонією («Країною саксів» в сагах зазвичай позначали Священну Римську імперію), мав свій власний торговий флот. За пристрасть до торгівлі був прозваний Мореплавцем або Купцем. Сага характеризує Бйорна як розумну людину, з якого б «вийшов хороший правитель».

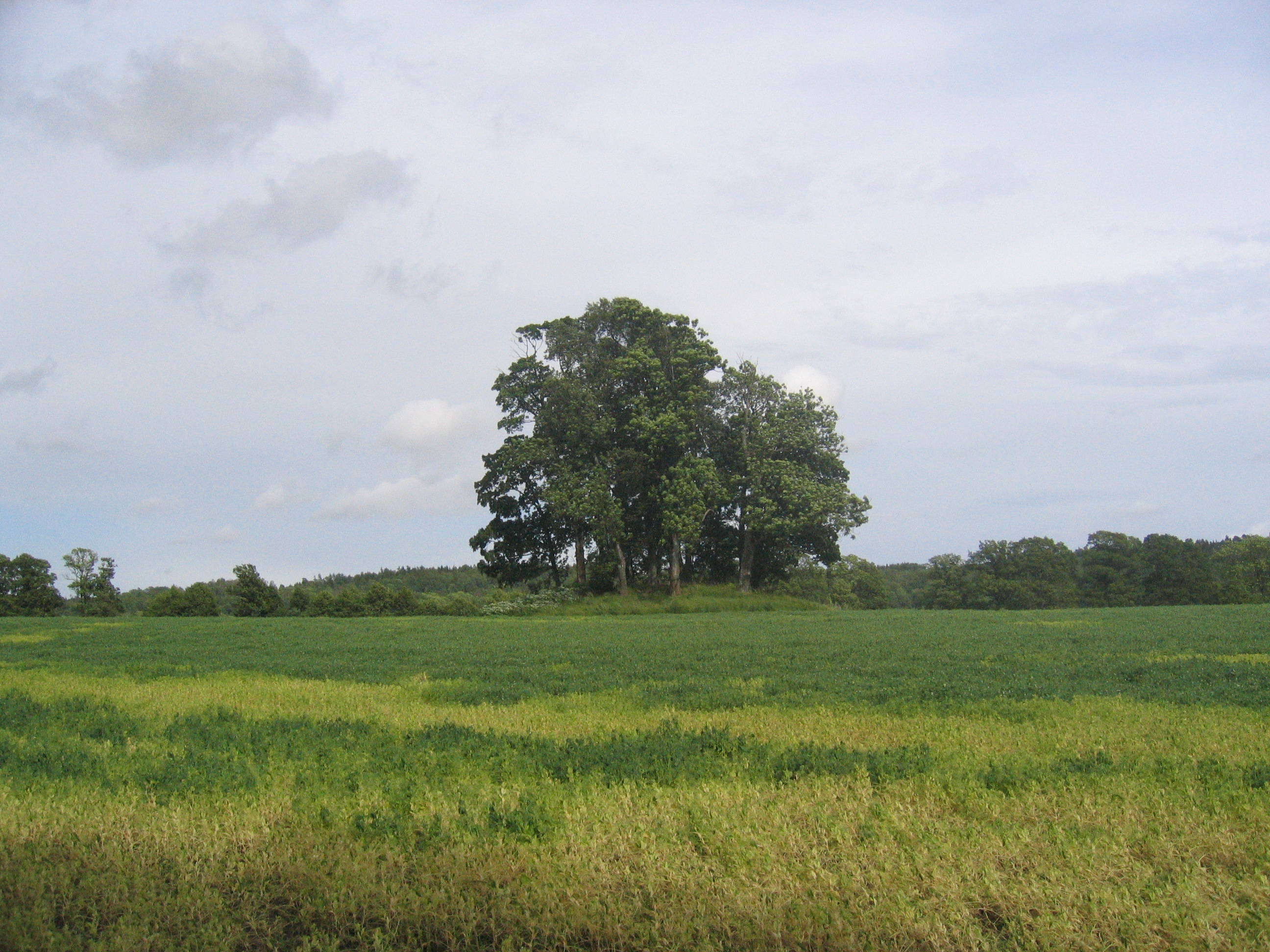
Курган мореплавця — передбачуване місце поховання Бйорна мореплавця

В 927 році зведений брат Бйорна, Ейрік Кривава Сокира, повернувшись з походу, зажадав від Бйорна віддати йому зібрані з земель податі, які належали великому конунгу. Однак традиція передбачала, що Бйорн сам повинен поїхати в столицю і передати зібрані податки правителю, а не передавати їх через одного з його синів. Між Ейріком і Бйорном сталася сварка. Тоді Ейрік Кривава Сокира зібрав озброєний загін і вночі напав на Сехейм. Люди Бйорна й він сам стали битися, але загинули.
Вважається, що Бйорн був похований у «Кургані мореплавця» (Farmannshaugen) у Сехеймі. У 1917—1918 роках у кургані проходили Археологічні розкопки, але слідів поховання в ньому виявлено не було.
Після смерті Бйорна його володіння успадкував Олаф Харальдссон Гейрстадальф, його рідний брат. У Бйорна Мореплавця була дружина, чиє ім'я невідоме, і син, Гудрьод Бйорнссон, якого після смерті брата виховував Олаф Харальдссон. Правнуком Бйорна Мореплавця був король Норвегії Олаф II Святий.